# Вулиця Володимира Примаченка
Вулиця Володимира Примаченка — одна з центральних вулиць Херсона, розташована у Центральному районі. Сполучає проспект Незалежності з вулицею Сагайдачного.
У другій половині XVIII століття на місці майбутньої вулиці розташовувалися «квартири Муромського і Старосельського піхотних полків», до кінця століття що перетворилися на «старі мазанки». Інтенсивно забудовувалася в першій половині XIX століття, тоді називалася Міщанською. Остаточно сформувалася після другої Світової війни. До 1950-тих років була перейменована на честь того, що російський більшовицький поет Володимир Маяковський побував у Херсоні в грудні 1912 року.
У квітні 2024 в рамках кампанії деколонізації, що була спричинена широкомасштабним російським вторгнення в Україну, вулиця була названа на честь Героя України Володимира Примаченка.